# Korytnica (dopływ Drawy)
Korytnica – rzeka na Pojezierzu Wałeckim, lewy dopływ Drawy, źródła koło Mirosławca w województwie zachodniopomorskim, ujście na terenie Drawieńskiego Parku Narodowego.

## Nazwa
Nazwę Korytnica wprowadzono urzędowo w 1949 roku, zastępując poprzednią niemiecką nazwę rzeki – Körtnitz-Fluss.

## Flora i fauna

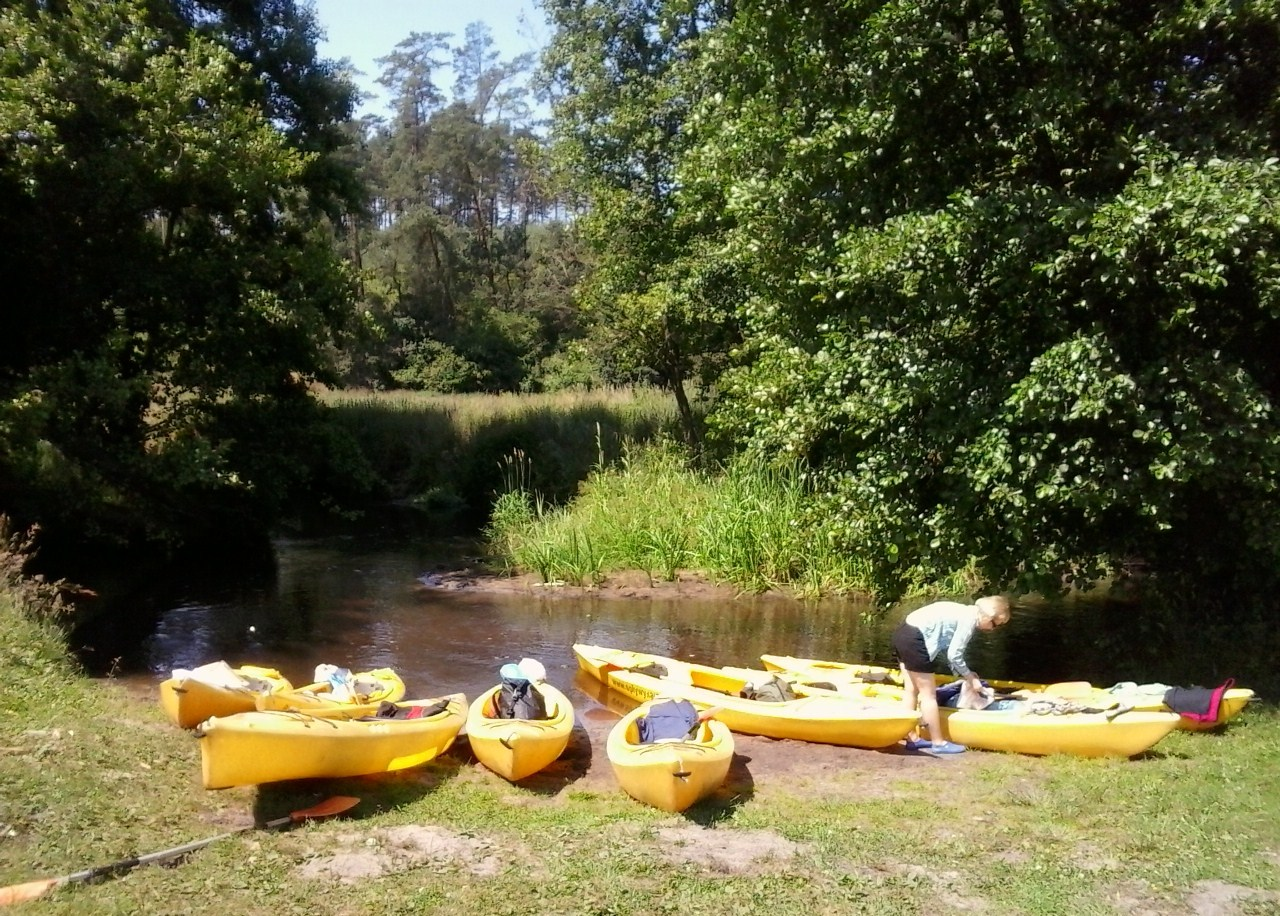
Kajaki koło Starej Korytnicy

Rzekę otaczają w większości tereny leśne, będące popularnym celem grzybobrań. W wodzie dominują pstrągi i lipienie. Liczne żeremia bobrowe. Z ptaków napotkać można bieliki. 

## Szlak kajakowy
Rzeka jest szlakiem kajakowym o rosnącej popularności (długość – około 71 km, łączny czas spływu około 23 godzin, zwykle w sześciu etapach). Do początków XXI wieku nie była licznie odwiedzana z uwagi na brak zaplecza turystycznego oraz opisów. Po 2000 roku powstało kilka pól biwakowych (np. Stara Korytnica, Nowa Korytnica, Sówka, Bogdanka). Nurt dość szybki, miejscami występują płycizny i powalone drzewa - w tych przypadkach konieczne przenoski. 